# Europejskie Stowarzyszenie Uniwersytetów
Europejskie Stowarzyszenie Uniwersytetów, EUA (ang. European University Association) – organizacja skupiająca uczelnie z Europy.
W 2004 roku do EUA należało ponad 850 członków z 47 państw.
Głównym zadaniem organizacji jest ujednolicenie procesu kształcenia studentów oraz prowadzenia badań w ramach procesu bolońskiego.
EUA powstało w 2001 z połączenia Stowarzyszenia Uniwersytetów Europejskich (Association of European Universities) i Konfederacji Konferencji Rektorów Unii Europejskiej (Confederation of European Union Rectors’ Conference).